# 迈克尔·菲巴
迈克尔·詹姆斯·菲巴（姓氏發音：E-fee-brah；1984年8月22日—）為奈及利亞裔美國男子籃球運動員，場上位置為得分后卫，最後效力於亞洲籃球冠軍聯賽新北國王。

## 早年
菲巴為奈及利亞裔美國人，擁有奈及利亞與美國雙重國籍，生長於加利福尼亞州波莫纳，父親是奈及利亞人，是一名護士，母親則是來自俄亥俄州的老師。自小父親希望菲巴能踢足球，菲巴曾試過美式足球，無奈身材過於輕薄不適合於是改打籃球，離開格涅沙高中（Ganesha High School）後菲巴先後就讀過加利福尼亞大學爾灣分校與加州州立大學北嶺分校。

## 職業生涯
2006年菲巴宣布投入NBA选秀，職業生涯從NBA發展聯盟開始。2009年菲巴效力威靈頓聖徒期間以場均27.8分奪下紐西蘭國家籃球聯賽得分王頭銜。2009年9月菲巴與法國球隊紹萊簽約，參加了季前賽以後菲巴沒有續留球隊。
2012年8月菲巴加盟俄羅斯球隊海參崴斯巴達克。2013年1月菲巴與海參崴斯巴達克中止合約，改與捷克球隊寧布爾克簽約。
2013年9月菲巴赴中國大陸發展，2013-14賽季CBA聯賽季前賽代表新疆飞虎出賽，10月7日新疆飞虎宣布與菲巴完成簽約，然而例行賽開打前一天新疆飞虎簽下萊斯特·哈德森，於是四川金强伸手延攬菲巴入隊，年薪為40萬美元。CBA首個賽季菲巴場均表現為30.4分、6.1籃板、2.9助攻、1.4抄截，並幫助四川金强以14勝20敗取得第12名戰績。2014年5月新疆飞虎與菲巴完成續約，年薪為70萬美元。2014年8月菲巴斬獲祖魯聯賽MVP。2015年1月28日，菲巴在對陣上海大鲨鱼的比賽中，全場兩分球18投7中、三分球15投9中、罰球17罰15中，攻下56分、8籃板、4助攻、6抄截。菲巴第二個CBA賽季繳出場均28.6分、8.2籃板、2.8助攻、1.9抄截的數據。2016年5月13日，菲巴加盟全国男子篮球联赛江苏华兰。
2016年11月15日，由於菲巴在11日的比賽中右腳踝扭傷，昌原LG獵隼引進马里奥·利特尔暫時頂替。11月27日，利特尔的合約到期。昌原LG獵隼欲繼續由利特尔暫時頂替菲巴，首爾SK騎士也因特里科·怀特受傷要引進利特尔暫時頂替，但首爾SK騎士上賽季排名第九，昌原LG獵隼則為第八名，KBL規定複數球隊與同一名球員簽約時，上賽季排名較低者擁有優先簽約權。12月3日，菲巴傷癒復出。12月20日，利特尔與首爾SK騎士的合約到期。12月21日，昌原LG獵隼引進利特尔頂替菲巴。菲巴代表昌原LG獵隼出賽14場，場均表現為14.9分、3.64籃板、2.14助攻。2017年8月24日，安養KGC引進菲巴頂替拒絕續約的凯弗·赛克斯，後者因此被KBL禁賽五年。11月5日，菲巴被Q·J·彼得森頂替。
2020年1月24日，菲巴加盟贝鲁特体育。2月9日，菲巴加盟夏瑪爾。2021年1月13日，菲巴加盟阿爾雷恩。2022年4月11日，菲巴加盟UJAP坎佩爾。11月25日，菲巴加盟T1聯盟桃園永豐雲豹。12月16日，菲巴初登板19投5中攻下10分。最終菲巴代表桃園永豐雲豹出賽21場，留下場均28.7分、8.1籃板、4.1助攻、1.9抄截的表現，並拿下2022-23賽季得分王。
2023年11月16日，菲巴加盟P. LEAGUE+新竹攻城獅。2024年8月22日，台灣職業籃球大聯盟新竹御嵿攻城獅宣布與菲巴完成續約。10月8日，菲巴因個人生涯規劃離隊。
2025年2月7日，菲巴以亞洲籃球冠軍聯賽限定球員身份加盟新北國王。6月10日，新北國王宣布菲巴離隊。

## 個人生活
2015年3月11日，菲巴與意大利女友在成都注册结婚。

## 外部連結
- 迈克尔·菲巴在fiba.basketball（英语）
- 迈克尔·菲巴在archive.fiba.com（存檔）（英语）
- 迈克尔·菲巴在NBA G聯盟官網（英语）
- 迈克尔·菲巴在VTB聯賽官網（英语）
- 迈克尔·菲巴在中国男子篮球职业联赛官網
- 迈克尔·菲巴在韓國籃球聯賽官網（英语）
- 迈克尔·菲巴在P. LEAGUE+官網
- 迈克尔·菲巴在台灣職業籃球大聯盟官網
- 迈克尔·菲巴在Basketball-Reference.com（NBA G聯盟）（英语）
- 迈克尔·菲巴在Basketball-Reference.com（國際）（英语）
- 迈克尔·菲巴在Sports-Reference.com（NCAA）（英语）
- 迈克尔·菲巴在Eurobasket.com（球員）（英语）
- 迈克尔·菲巴在Proballers（英语）
- 迈克尔·菲巴在RealGM（英语）
- 迈克尔·菲巴在中国篮球数据库